# Hexanoate de propyle
Le hexanoate de propyle est l'ester de l'acide hexanoïque avec le propanol et de formule semi-développée CH3(CH2)4COO(CH2)2CH3 utilisé dans l'industrie alimentaire et dans la parfumerie comme arôme. 